# خوزه میگل آگرلوت کولیسیوم
خوزه میگل آگرلوت کولیسیوم (به انگلیسی : José Miguel Agrelot Coliseum of Puerto Rico) یک سالن سرپوشیده در شهر سان خوان، پورتوریکو است.